# Monte Shishaldin
Il Monte Shishaldin è uno stratovulcano statunitense attivo che si erge nel centro dell'Isola di Unimak, nelle Isole Aleutine, in Alaska. Con i suoi 2857 m di altezza è il più elevato della Catena delle Aleutine di cui fa parte. Il suo cono ha una forma perfettamente simmetrica che lo rende facilmente riconoscibile tra tutti i vulcani delle Isole Aleutine; la sommità, su cui si trova un piccolo cratere che emette continuamente nuvole di vapore, è ricoperta da ghiacci perenni al di sopra dei 2000 m. 

## Descrizione
Il vulcano è il più orientale di tre grandi stratovulcani allineati su un asse est-ovest nella parte Est dell'isola di Unimak. Gli Aleuti chiamavano la montagna Sisquk, che significa "la montagna che indica la via quando mi sono perso". In tutto il ghiacciaio dello Shishaldin copre un'area di circa 91 km2. È fiancheggiato a nordovest da 24 coni parassiti monogenetici, un'area coperta da imponenti colate di lava. 
Il cono vulcanico non ha più di 10.000 anni ed è costruito su resti erosi dal ghiaccio di un antico vulcano somma. I resti dell'antico edificio vulcanico sono esposti sui fianchi ovest e nordest del vulcano dai 1.500 ai 1.800 m di altitudine. L'edificio dello Shishaldin contiene circa 310 km3 di materiale. Un continuo pennacchio di vapore si innalza dal cratere sommitale che ha un diametro di circa 150 m ed è leggermente sfondato sul margine nord. Nel 1967 il vulcano vulcanico è stato designato come monumento nazionale naturale dal National Park Service.

## Attività
Il vulcano ha avuto molte eruzioni documentate nel diciannovesimo e ventesimo secolo, ed un'altra coppia di resoconti riguardanti attività vulcanica nell'area possono essere associati allo Shishaldin. Per questo, l'intera storia documentata del vulcano è ricca di resoconti di attività. L'AVO (Alaska volcano observatory) riporta 24 eruzioni confermate dello Shishaldin il che lo rende il terzo vulcano con più eruzioni documentate nelle Isole Aleutine (dopo l'Akutan e il Pavlof). Tuttavia, lo Shishaldin presenta il maggior numero di eruzioni tra i vulcani dell'Alaska (confermate e plausibili), ma metà delle eruzioni rimangono non verificate; la più recente eruzione risale invece al Gennaio 2015.
Le più recenti eruzioni del monte Shishaldin sono state nel 1995-96 e nel 1999. Dall'attività del 1999 il vulcano ha mantenuto un'attività sismica pressoché continua, con terremoti di bassa magnitudo (la maggior parte inferiore a 1) ogni 1-2 minuti. Nel 2004 ci furono resoconti di piccole quantità di cenere emessa insieme al vapore.
L'Alaska Volcano Observatory monitora il vulcano nell'evenienza di un'attività più rischiosa con sismografi e immagini satellitari. Le osservazioni dal vivo sono rare, data la remota localizzazione del vulcano.

## Scalate
La prima ascesa documentata del monte Shishaldin risale al 1932 da parte di G. Peterson e due suoi compagni. Data la natura lineare dell'arrampicata è possibile che ci sia stata un'ascesa precedente, o da parte dei nativi Aleuti, o da parte dei Russi o di altri visitatori. Lo Shishaldin è una discesa per sci molto popolare tra gli scalatori locali (che sono molto pochi). Per via del suo isolamento non è molto spesso scalato da stranieri.

## Galleria d'immagini

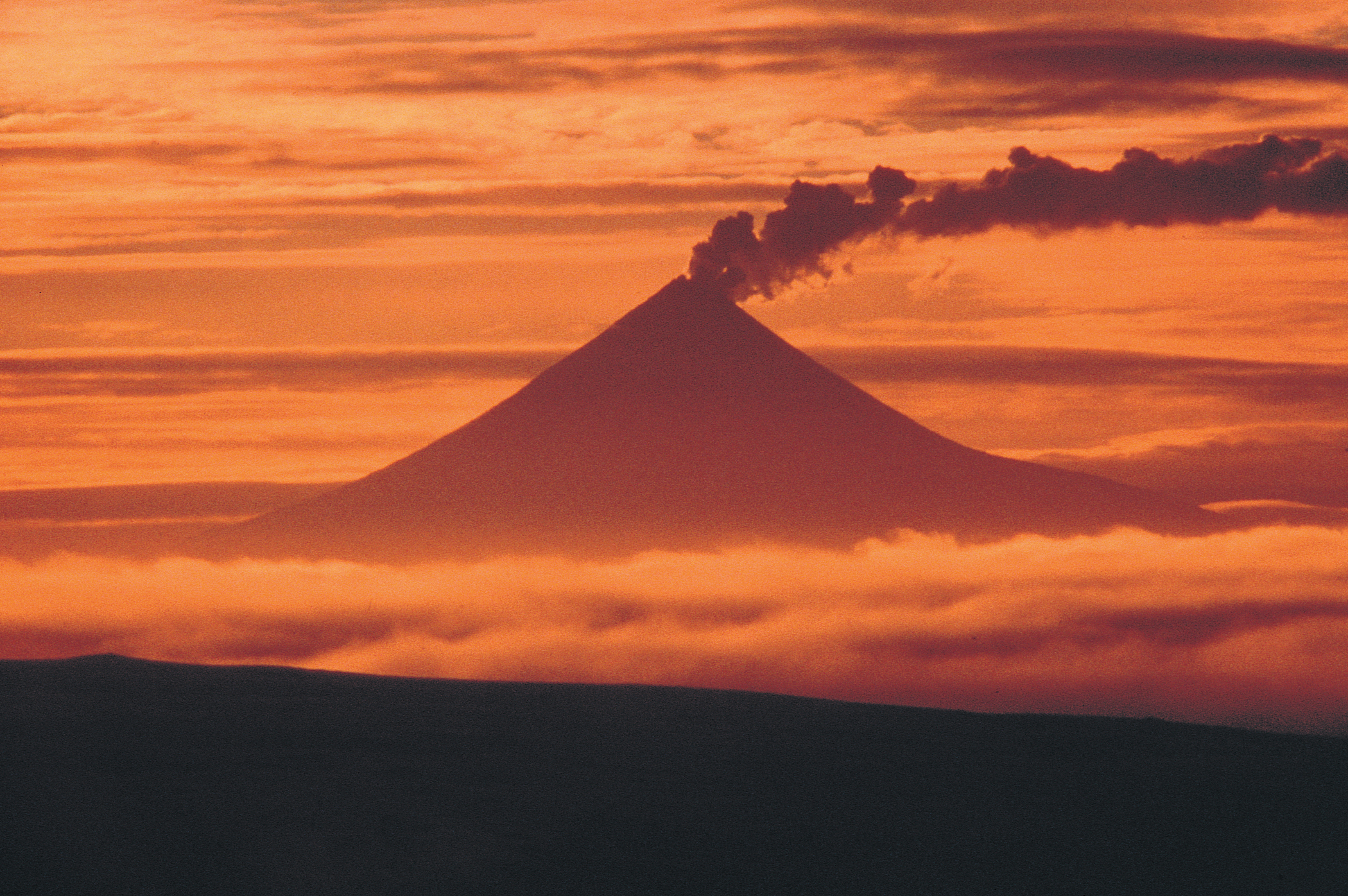
Immagine del vulcano al tramonto nel 2005
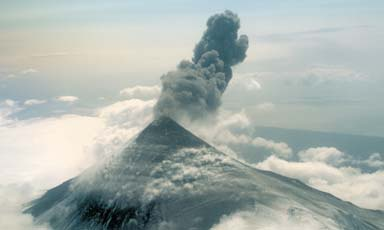
Veduta dell'eruzione del 1999
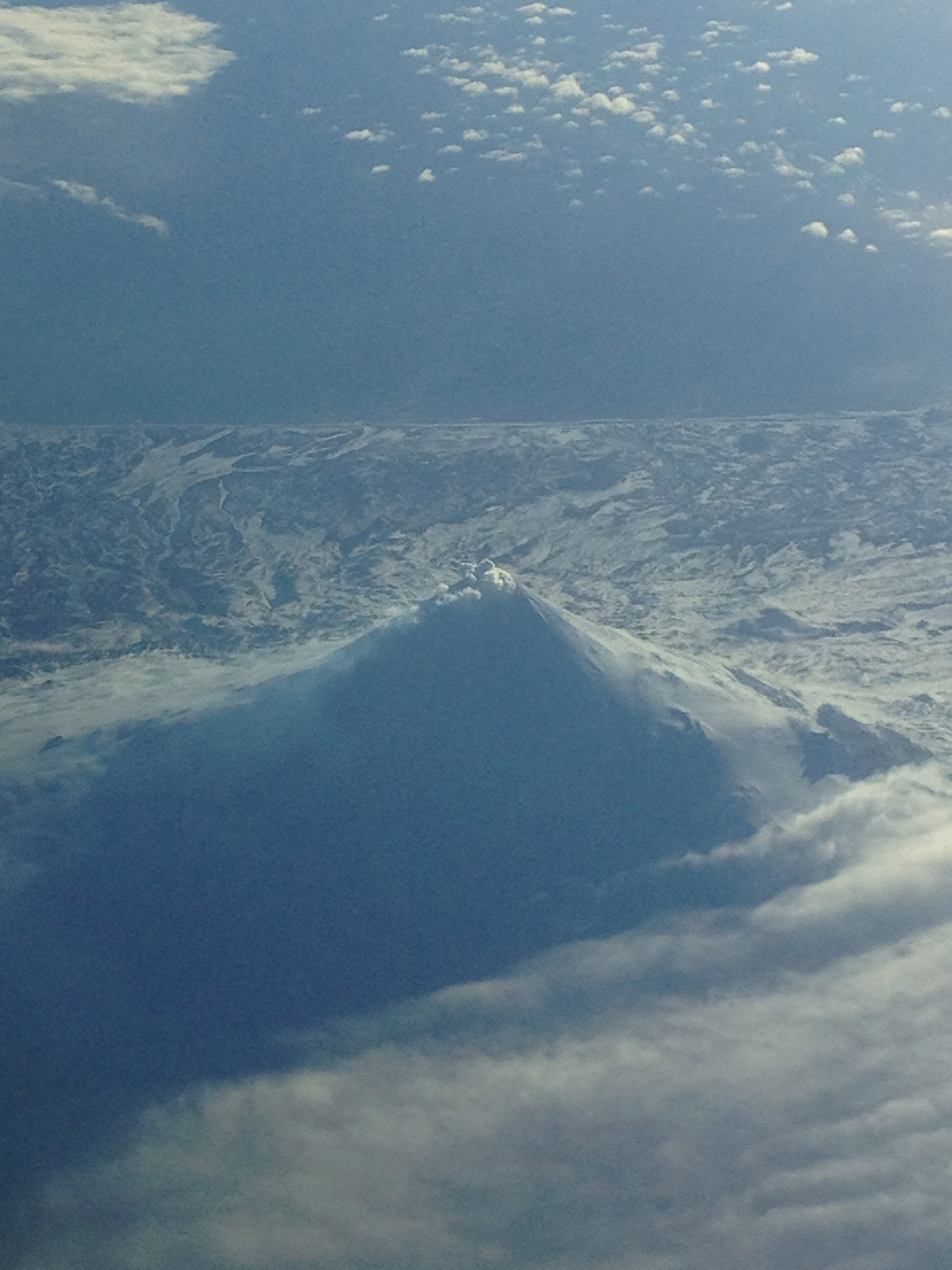
Veduta aerea del vulcano del 24 Novembre 2013
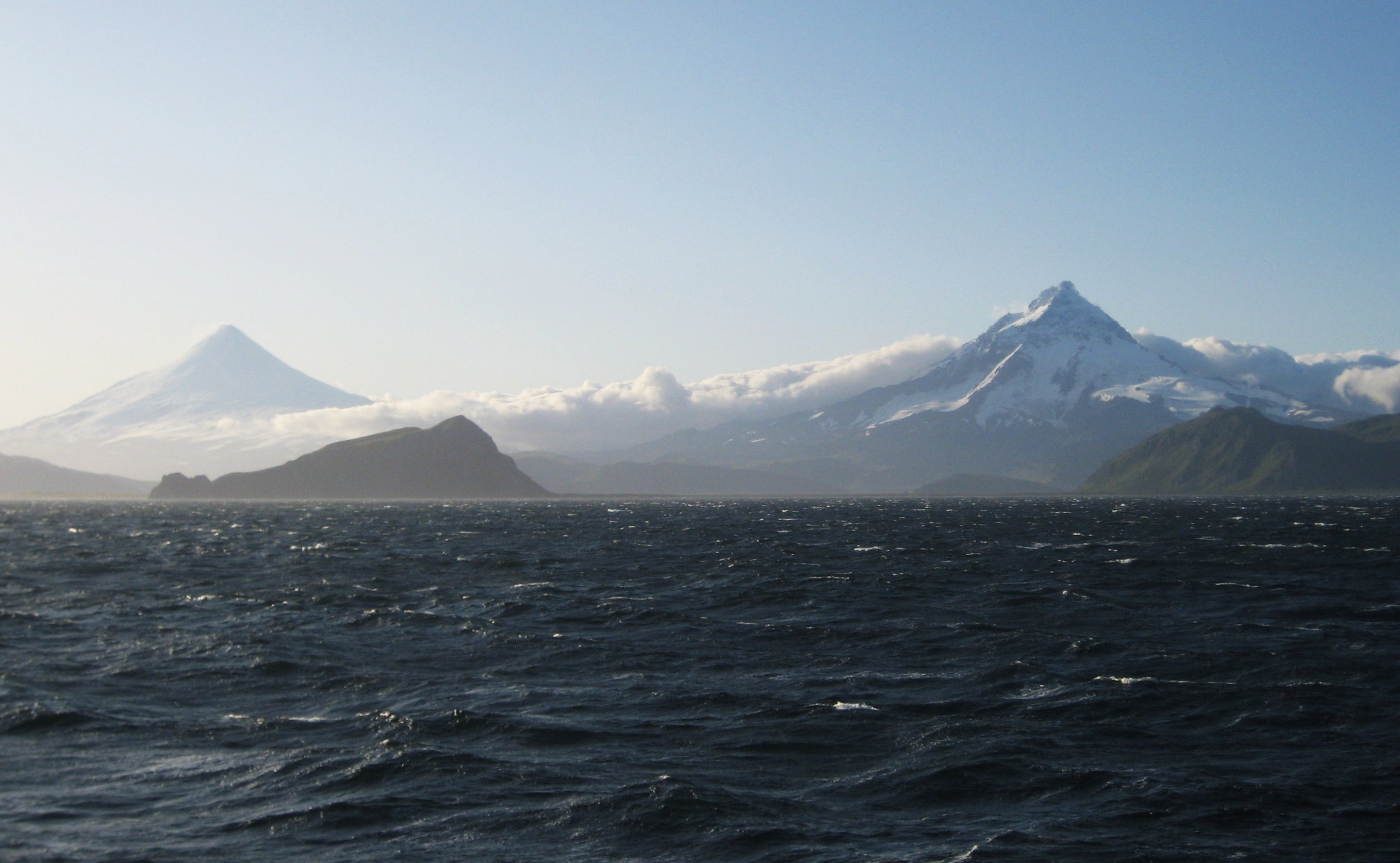
Il vulcano Shishaldin (a sinistra) e il vulcano Isanotski (a destra) sull'isola di Unimak
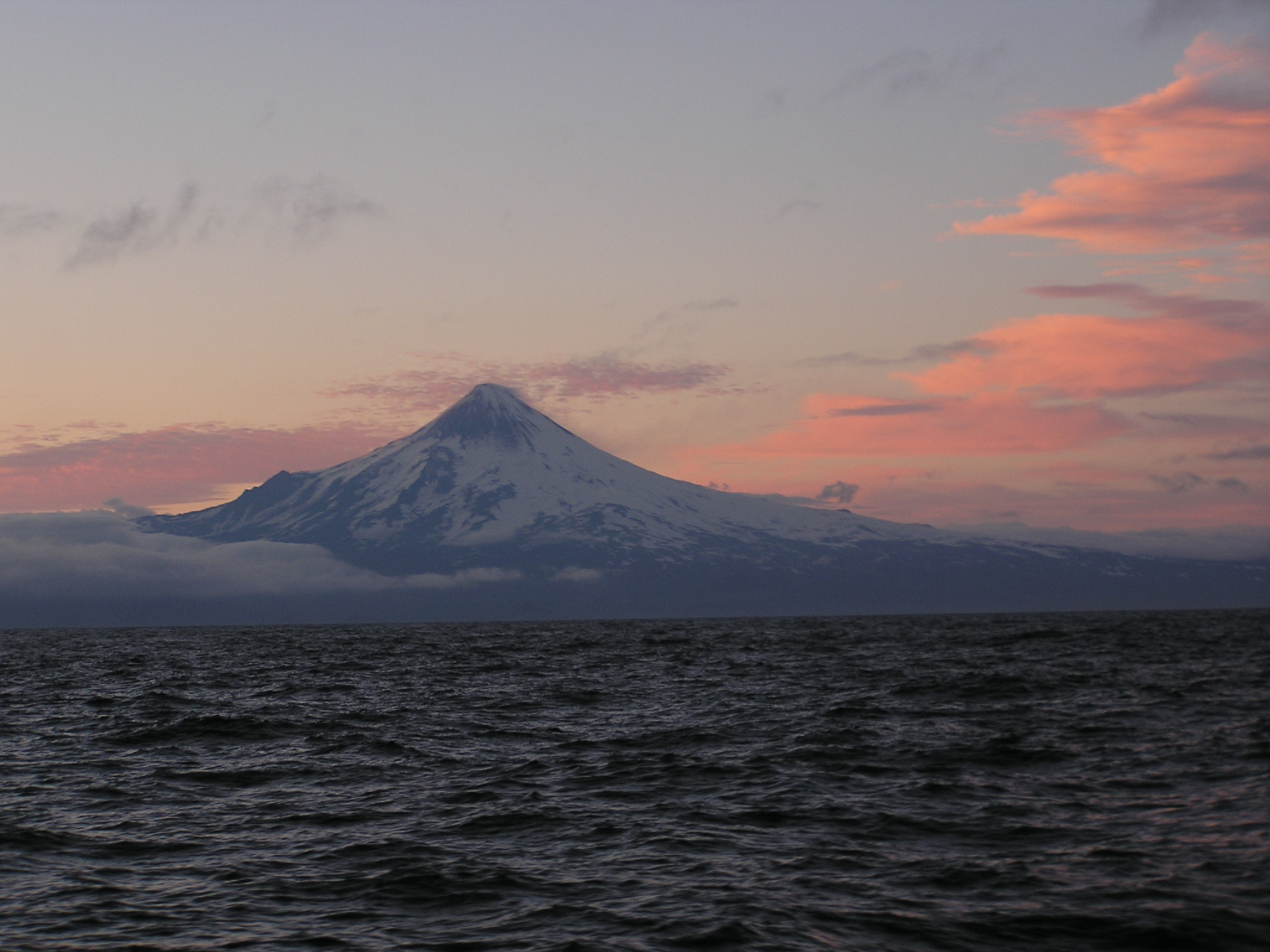
Veduta del vulcano dal lato Ovest dell'isola di Unimak